# 高橋里彩子
高橋 里彩子（たかはし りさこ、1993年8月27日 - ）は、日本のタレント、 女優、 歌手、インスタグラマー、 秋田県出身。
ジョイパックグループが送るチームJOYのメンバー。プレゴ所沢店イメージタレント。2018年12月、プレゴサンシャイン池袋店にイメージタレントとして就任。

## 来歴・人物
- 「キミ色にできるアイドル」「2025年から来た」というコンセプトで2011年に結成されたCoverGirlsの元初期メンバー。
- 2015年3月からジョイパックグループがプロデュースした、一緒に遊べる超親近育成型ユニット「チームJOY」のメンバーとして活動をしており、４月よりプレゴ所沢店のイメージタレントに就任。

- 作新学院卒業
- 趣味： カラオケ、自分の生まれた年の小銭集め
- 特技： ハリーポッターのハーマイオニーのものまね
- 好物： サクランボ（食べ過ぎてお腹を壊したことがあるとのこと）
- 苦手なもの： 納豆、 生クリーム

人柄がとても明るく、親しみやすい。
どんな人にも優しく接してくれる。

## 出演

### テレビ
- 千葉テレビ「金曜日はミックスフライ」(ゲスト)
- 千葉テレビ「応援美女子!」ドラマコーナー「学食戦争Ｍクラス」津上翔子役
- TOKIOカケル（2015年5月20日、 フジテレビ） - 「 方言女子」秋田県代表として出演

### 映画
- 「TOKYO LOSS」出演
- 「千のひとつまえ」 看護師役
- 「ロリさつ」もえ役/ナビゲーター

### 舞台
- 「GIMMICK！」（2015年2月）脚·演 和田亮一　脚色:浅沼晋太郎
- 「転人」（2015年4月、東京芸術劇場） 脚本：木村保 演出：高江智陽
- 「ドリームレスキュー！言うことナース」（2015年、新宿村LIVE）- 作・演出　貞方祥
- 「泡の恋」（2015年12月）アサヒアートスクエア　脚本・演出　白倉裕二

### モデル
- JAPAN MUSIC Festival in Roppongi six TOKYO ファッションモデル
- JAPAN Women’sCollection 2017出場

### 看板
- 埼玉県所沢市 新郷交差点　　プレゴ所沢イメージタレント
- 埼玉県所沢市 松郷交差点の2箇所　プレゴ所沢イメージタレント
- 埼玉県所沢市　東所沢駅前　プレゴ所沢
- 埼玉県所沢市　所沢駅内の看板設　プレゴ

### 雑誌
- 池袋 walker　3月号　2015年
- でちゃう　6月号　2015年
- 必勝ガイド　6月号　2016年
- でちゃう　6月号　2016年
- パチンコ必勝マガジン　2016年
- サッカーゲームキング7月号 表4 中掲載　2017年

### インターネット放送
- 「アス☆ジャポUST Channel」（USTREAM：2014年6月〜8月）MC
- 「今3時？ そうねだいたいね」（Ustream：2015年5月14日、5月21日ゲスト）

### VR
単独作
- モテ期の晩餐 キャンプ編 高橋里彩子 (2018年8月17日、ファンタスティカ)
- バーチャルダイブ～それは遠くて、近かった～高橋里彩子 (2018年10月26日、ファンタスティカ)
- バーチャルダイブ～毎日が新しくて毎日が発見～高橋里彩子 (2018年11月30日、ファンタスティカ)

共演作
- バーチャルダイブ〜一夫多妻制で毎日楽しくやってるけど何か？〜 (2018年8月3日、ファンタスティカ)
- モテ期の晩餐〜キャンプ場でバーベキュー編〜 (2018年8月10日、ファンタスティカ)
- バーチャルダイブ〜こんな田舎へ、帰りたい〜 (2018年10月12日、ファンタスティカ)
- バーチャルダイブ〜メイドですか？いいえ、3人とも嫁です〜 (2018年11月16日、ファンタスティカ)